# Timo Kelaranta
Timo Sakari Kelaranta (Helsinki, 22 de mayo de 1951) es un escritor y fotógrafo finlandés. Ganó el Premio Nacional de Fotografía en 1985 y 1991 y la Medalla Pro Finlandia en 2012.
Estudió en la Universidad de Arte y Diseño de Helsinki, de la que fue también profesor entre 1992 y 2001. Ha desarrollado una importante carrera internacional, con exposiciones individuales en Chiasso, Chicago, Lund, Madrid, Niza, Odense, París, Oslo o La Habana. Se le dedicaron retrospectivas en Liubliana en 1992 y en el Museo de Fotografía de Finlandia en Helsinki en 2012. Este museo, así como el Kiasma de Helsinki o el Moderna Museet de Estocolmo, cuenta con obras de Kelaranta entre sus fondos.
Kelaranta es miembro de la cooperativa de fotógrafía SAFTRA, fundada en 1973, junto a Ben Kaila, Matti Koivumäki, Veli-Heikki Uusitupa y Risto Vuorimies. Además de fotografías, también han diseñado portadas para numerosos discos musicales finlandeses.

## Temas fotográficos favoritos
Son muy características las fotografías que toma de las composiciones que, a modo de collage, realiza con papeles encontrados en la calle.

## Vida personal
Estuvo casado con la fotógrafa Eeva Nikkonen. Su segunda mujer es la escritora y filóloga, especialista en literatura en lengua española, Auli Leskinen.

## Publicaciones

### Libros de fotografía
- Prosesseja. Valokuvia 1980/89, 1990. Fotos realizadas entre 1980 y 1989.
- Poikia ja naisia, Musta Taide, 1992.
- Bridge for lovers, Galleria Otso, 1996. Catálogo de la exposición.
- Subimages, Musta Taide, 2000.
- Palanen taivasta, 2005.
- The Quiets, EMMA, 2006. Catálogo de la exposición

### Literatura
- Sojuzin pojat. WSOY, 2003 (libro de cuentos).
- Paratiisi, 2009 (novela).